# Задача о максимальном потоке

Максимальный поток в транспортной сети. Числа обозначают потоки и пропускные способности.

В теории оптимизации и теории графов, задача о максимальном потоке заключается в нахождении такого потока по транспортной сети, что сумма потоков из истока, или, что то же самое, сумма потоков в сток максимальна.
Задача о максимальном потоке является частным случаем более трудных задач, как например задача о циркуляции.

## История
После вступления США во Вторую мировую войну в 1941 году математик Джордж Бернард Данциг поступил на работу в отдел статистического управления Военно-воздушных сил США в Вашингтоне. С 1941 по 1946 годы он возглавлял подразделение анализа боевых действий (Combat Analysis Branch), где работал над различными математическими проблемами. Впоследствии c использованием работы Данцига задача о максимальном потоке была впервые решена в ходе подготовки воздушного моста во время блокады Западного Берлина, происходившей в 1948—1949 году.
В 1951 году Джордж Данциг впервые сформулировал задачу в общем виде.
В 1955 году, Лестер Форд и Делберт Фалкерсон (англ. Delbert Ray Fulkerson) впервые построили алгоритм, специально предназначенный для решения этой задачи. Их алгоритм получил название алгоритм Форда-Фалкерсона.
В дальнейшем решение задачи много раз улучшалось.
В 2010 году исследователи Джонатан Кёлнер (Jonathan Kelner) и Александер Мондры (Aleksander Mądry) из МТИ вместе со своими коллегами Дэниелем Спилменом из Йельского университета и Тэном Шанхуа из Южно-Калифорнийского университета продемонстрировали очередное улучшение алгоритма, впервые за 10 лет.

## Определение
Дана транспортная сеть {\displaystyle N=(V,E)} с источником {\displaystyle s\in V}, стоком {\displaystyle t\in V} и пропускными способностями {\displaystyle c}.
Величиной потока (value of flow) называется сумма потоков из источника {\displaystyle |f|=\sum _{v\in V}f_{sv}}. В статье «Транспортная сеть» доказано, что она равна сумме потоков в сток {\displaystyle \ \sum _{w\in V}f(w,t)}.
Задача о максимальном потоке заключается в нахождении такого потока, где величина потока максимальна.

## Решения
Следующая таблица перечисляет некоторые алгоритмы решения задачи.
| Метод                                  | Сложность | Описание |
| -------------------------------------- | --- | --- |
| Линейное программирование              | Зависит от конкретного алгоритма. Для симплекс-метода экспоненциальна. | Представить задачу о максимальном потоке как задачу линейного программирования. Переменными являются потоки по рёбрам, а ограничениями — сохранение потока и ограничение пропускной способности. |
| Алгоритм Форда-Фалкерсона              | Зависит от алгоритма поиска увеличивающего пути. Требует {\displaystyle O(\max \|f\|)} таких поисков. | Найти любой увеличивающий путь. Увеличить поток по всем его рёбрам на минимальную из их остаточных пропускных способностей. Повторять, пока увеличивающий путь есть. Алгоритм работает только для целых пропускных способностей. В противном случае он может работать бесконечно долго, не сходясь к правильному ответу. |
| Алгоритм Эдмондса-Карпа                | {\displaystyle O(\|V\|\|E\|^{2})} | Выполняем алгоритм Форда-Фалкерсона, каждый раз выбирая кратчайший увеличивающий путь (находится поиском в ширину). |
| Алгоритм Диница                        | {\displaystyle O(\|V\|^{2}\|E\|)} или {\displaystyle O(\|V\|\surd \|E\|)} для единичных пропускных способностей {\displaystyle O(\|V\|\|E\|\log(\|V\|))} с использованием динамических деревьев Слетора и Тарьяна | Усовершенствование алгоритма Эдмондса-Карпа (но хронологически был найден раньше). На каждой итерации, используя поиск в ширину, определяем расстояния от источника до всех вершин в остаточной сети. Строим граф, содержащий только такие рёбра остаточной сети, на которых это расстояние растёт на 1. Исключаем из графа все тупиковые вершины с инцидентными им рёбрами, пока все вершины не станут нетупиковыми. (Тупиковой называется вершина, кроме источника и стока, в которую не входит ни одно ребро или из которой не исходит ни одного ребра.) На получившемся графе отыскиваем кратчайший увеличивающий путь (им будет любой путь из s в t). Исключаем из остаточной сети ребро с минимальной пропускной способностью, снова исключаем тупиковые вершины, и так пока увеличивающий путь есть. |
| Алгоритм проталкивания предпотока      | {\displaystyle O(\|V\|^{2}\|E\|)} | Вместо потока оперирует с предпотоком. Отличие в том, что для любой вершины u, кроме источника и стока, сумма входящих в неё потоков для потока должна быть строго нулевой (условие сохранения потока), а для предпотока — неотрицательной. Эта сумма называется избыточным потоком в вершину, а вершина с положительным избыточным потоком называется переполненной. Кроме того, для каждой вершины алгоритм сохраняет дополнительную характеристику, высоту, являющуюся целым неотрицательным числом. Алгоритм использует две операции: проталкивание, когда поток по ребру, идущему из более высокой в более низкую вершину, увеличивается на максимально возможную величину, и подъём, когда переполненная вершина, проталкивание из которой невозможно из-за недостаточной высоты, поднимается. Проталкивание возможно, когда ребро принадлежит остаточной сети, ведёт из более высокой вершины в более низкую, и исходная вершина переполнена. Подъём возможен, когда поднимаемая вершина переполнена, но ни одна из вершин, в которые из неё ведут рёбра остаточной сети, не ниже её. Он совершается до высоты на 1 большей, чем минимальная из высот этих вершин. Изначально высота источника V, по всем рёбрам, исходящим из источника, течёт максимально возможный поток, а остальные высоты и потоки нулевые. Операции проталкивания и подъёма выполняются до тех пор, пока это возможно. |
| Алгоритм «поднять в начало»            | {\displaystyle O(\|V\|^{3})} или {\displaystyle O(\|V\|\|E\|\log(\|V\|^{2}/\|E\|))} с использованием динамических деревьев                                                                                        | Вариант предыдущего алгоритма, специальным образом определяющий порядок операций проталкивания и подъёма. |
| Алгоритм двоичного блокирующего потока | {\displaystyle O(\|E\|\min\{\|V\|^{2/3},\surd {\|E\|}\}\log(\|V\|^{2}/\|E\|)\log(\max \|f\|))} | |

Для более подробного списка, см.  и Список алгоритмов нахождения максимального потока.

## Теорема о целом потоке
Если пропускные способности целые, максимальная величина потока тоже целая.
Теорема следует, например, из теоремы Форда—Фалкерсона.

## Обобщения, сводящиеся к исходной задаче
Некоторые обобщения задачи о максимальном потоке легко сводятся к исходной задаче.

### Произвольное число источников и/или стоков
Если источников больше одного, добавляем новую вершину S, которую делаем единственным источником. Добавляем рёбра с бесконечной пропускной способностью от S к каждому из старых источников.
Аналогично, если стоков больше одного, добавляем новую вершину T, которую делаем единственным стоком. Добавляем рёбра с бесконечной пропускной способностью от каждого из старых стоков к T.

### Неориентированные рёбра
Каждое неориентированное ребро (u, v) заменяем на пару ориентированных рёбер (u, v) и (v, u).

### Ограничение пропускной способности вершин
Каждую вершину v с ограниченной пропускной способностью {\displaystyle c_{v}} расщепляем на две вершины vin и vout. Все рёбра, до расщепления входящие в v, теперь входят в vin. Все рёбра, до расщепления исходящие из v, теперь исходят из vout. Добавляем ребро (vin,vout) с пропускной способностью {\displaystyle c_{v}}.

### Ограничение пропускной способности рёбер снизу
В данном варианте постановки задачи значение потока каждого ребра дополнительно ограничено снизу функцией {\displaystyle c'\colon E\to \mathbb {N} ^{+}}. Таким образом величина потока для любого ребра не может превысить его пропускную способность, но и не может быть меньше заданного минимума, т.е. {\displaystyle c'(e)\leqslant f(e)\leqslant c(e)}. Для решения задачи необходимо преобразовать исходную транспортную сеть {\displaystyle G=(V,E,s,t,c,c')} в транспортную сеть {\displaystyle G'=(V',E',s',t',c'')} следующим образом: 
1. Добавь новые источник {\displaystyle s'} и сток {\displaystyle t'}.
2. Для каждого ребра {\displaystyle (v,w)}:
  1. Создай две новые вершины {\displaystyle x} и {\displaystyle y}.
  2. Установи {\displaystyle c''(v,x)=c(v,w)} и {\displaystyle c''(y,w)=c(v,w)}.
  3. Установи {\displaystyle c''(x,y)=c(v,w)-c'(v,w)}.
  4. Установи {\displaystyle c''(s',y)=c'(v,w)} и {\displaystyle c''(x,t')=c'(v,w)}.
3. Установи {\displaystyle c''(t,t')=c''(s,s')=\sum _{e\in E}c(e)}.

В {\displaystyle G} определён поток, удовлетворяющий условию об ограничении пропускной способности ребёр снизу, тогда и только тогда, когда в {\displaystyle G'} определен максимальный поток, в котором все рёбра вида {\displaystyle (s',y)} и {\displaystyle (x,t')} "насыщены". Благодаря такому построению алгоритм нахождения потока, ограниченного снизу будет следующим: 
1. Из {\displaystyle G} построй {\displaystyle G'}.
2. Найди поток {\displaystyle f'} графа {\displaystyle G'}, предпочитая рёбра вида {\displaystyle (s',y)} и {\displaystyle (x,t')}.
3. Если {\displaystyle f'<f''+\sum _{e\in E(G)}c'(e)}, где {\displaystyle f''} - поток графа {\displaystyle G}, в котором опущена пропускная способность рёбер снизу, то решения не существует.
4. Иначе вычисли поток {\displaystyle f} из потока {\displaystyle f'}, т.е. {\displaystyle f(a,b)=f(a,x)}.

### Ограничение пропускной способности рёбер снизу с альтернативой
Такой вариант задачи идентичен предыдущему с той разницей, что значение потока для каждого ребра может быть также равно {\displaystyle 0}, т.е. {\displaystyle c'(e)\leqslant f(e)\leqslant c(e)} или {\displaystyle f(e)=0}. Несмотря на незначительное изменение условия, не существует полиноминального решения данной проблемы, если классы P и NP не равны. В качестве доказательства утверждения можно привести полиноминальную редукцию к проблеме Exact-3-SAT.